# Cédric Daury
Cédric Daury (Meudon, 19 ottobre 1969 – Tours, 12 agosto 2024) è stato un calciatore, allenatore di calcio e dirigente sportivo francese, di ruolo centrocampista.

## Biografia
Daury giocò come centrocampista e attaccante per diverse squadre di Ligue 1 e Ligue 2: Reims, Angers, Le Havre, Cannes, Laval e Châteauroux.
Fece inoltre parte della Nazionale francese Under-21.
Cominciò la sua carriera di allenatore nelle giovanili del Châteauroux, passando poi ad allenare la prima squadra fra il 2006 ed il 2008. Nel giugno 2009 venne assunto dal Le Havre al posto di Frédéric Hantz.
Cédric Daury morì a Tours il 12 agosto 2024 dopo una lunga malattia, all'età di 54 anni.

## Palmarès

### Giocatore

#### Competizioni nazionali
- Division 2: 1

Angers: 1992-1993